# Salem (Iowa)
Salem es una ciudad ubicada en el condado de Henry en el estado estadounidense de Iowa. En el Censo de 2010 tenía una población de 383 habitantes y una densidad poblacional de 240,45 personas por km².

## Geografía
Salem se encuentra ubicada en las coordenadas 40°51′8″N 91°37′14″O / 40.85222, -91.62056. Según la Oficina del Censo de los Estados Unidos, Salem tiene una superficie total de 1.59 km², de la cual 1.58 km² corresponden a tierra firme y (0.65%) 0.01 km² es agua.

## Demografía
Según el censo de 2010, había 383 personas residiendo en Salem. La densidad de población era de 240,45 hab./km². De los 383 habitantes, Salem estaba compuesto por el 97.13% blancos, el 0.52% eran afroamericanos, el 0.26% eran amerindios, el 0.78% eran asiáticos, el 0% eran isleños del Pacífico, el 0% eran de otras razas y el 1.31% pertenecían a dos o más razas. Del total de la población el 2.61% eran hispanos o latinos de cualquier raza.